# Badr El Kaddouri
Badr El Kaddouri (Casablanca, Marruecos, 31 de enero de 1981) es un futbolista marroquí, se desempeña como lateral izquierdo y actualmente está sin equipo.

## Selección nacional
Ha sido internacional con la Selección de fútbol de Marruecos, ha jugado 45 partidos internacionales.

## Clubes
| Club              | País      | Año         |
| ----------------- | --------- | ----------- |
| Wydad Casablanca  | Marruecos | 2000 - 2002 |
| FC Dinamo de Kiev | Ucrania   | 2002 - 2011 |
| Celtic FC         | Escocia   | 2011 - 2012 |
| FC Dinamo de Kiev | Ucrania   | 2012-2013   |